# Les Communistes
Les Communistes (auch Parti communiste genevois, dt.: Die Kommunisten) sind eine seit 2002 im Kanton Genf existierende politische Partei. Sie wurde unter anderem von ehemaligen Mitgliedern der PST gegründet und stellt einige Mitglieder unter dem dortigen linken Wahlbündnis im Stadtparlament von Genf. An den Grossratswahlen 2005 nahm die Partei mit einer eigenen Liste teil, konnte jedoch keinen Sitz erringen.
Sie beteiligte sich 2007 am Projekt À Gauche toute!/Linke Alternative und ist seit 2010 bei der nationalen Partei Alternative Linke dabei. Jedoch gehörten sie bei den Schweizer Parlamentswahlen 2011, wie auch die PdA Genf, zu jenen Gruppierungen, die keine (Unter-)Listenverbindungen mit der AL eingingen; dies war eine Mitursache dafür, dass letztere keinen Sitz im Nationalrat gewinnen konnte.